# Platyrhacus azulae
Platyrhacus azulae är en mångfotingart som beskrevs av Kraus 1956. Platyrhacus azulae ingår i släktet Platyrhacus och familjen Platyrhacidae. Inga underarter finns listade i Catalogue of Life.